# マデライネ・モンターニョ
マデライネ・モンターニョ・カイセド（原語表記：Madelaynne Montaño Caicedo、1983年1月6日 - ）は、コロンビアの女子バレーボール選手。
表記ゆれで「マドレーヌ・モンタニョ」とされることがある。

## 来歴
コロンビアバジェ・デル・カウカ県出身。家族は夫と長男がいる。小学時にはバスケットボールをしていた。
ジュニアでバレーボールを始めたのち、国内リーグでプレーした。1998年にアルゼンチンリーグのサンフェルナンド（San Fernando de Catamarca）に入団する。その後、米国のマイアミデイド大学に進学。軍事心理学を専攻しながら、同大学のバレーボールに所属した。2002年の全米短大選手権で優勝、ベストメンバーに選出され、全米バレーボールコーチ協会のベストプレーヤー賞を受賞した。2003年の同選手権では優勝は逸したが、ベストスコアラー賞とスパイク賞ならびにサーブ賞を獲得した。
短大卒業後、ギリシャA1リーグのAris Thessalonikiに入団し、リーグ戦3位やギリシャカップ準優勝に貢献した。出産のために2年間のブランクののち、同リーグのIraklis Thessalonikiでプレーした。
2009年に韓国VリーグのKT&Gアリエールズに移籍し、2009-10シーズンのチーム優勝に大きく貢献。自らもMVPを獲得した。2011年3月2日の対GSカルテックス戦で53得点をマークした。この記録は1999年のバーバラ・イエリッチ（クロアチア）、2005年のユミルカ・ルイス（キューバ）の記録とならび当時の女子選手の1試合最多得点タイ記録であった。同年11月には54得点の最高得点記録をマークした。
2012年ロンドンオリンピック出場を目指し、モレーノ・ピーノ・ケニーとともにコロンビアナショナルチームの招集をうけ、2011年9月の南米選手権では4位に終わったがベストスコアラー賞を獲得した。
2012年、韓国Vリーグ2011-12シーズンで2年ぶりの優勝へ導き、自身もレギュラーラウンドと決勝ラウンドのMVP、ベストスコアラーとベストスパイカーの4冠に輝いた。
2012-13シーズンからアゼルバイジャンリーグのラビタ・バクーへ移籍した。2012-13欧州チャンピオンズリーグリーグにおいて準優勝に大きく貢献し、同大会のベストスコアラーに輝いた。
2013年2月にニコル・フォーセットに破られるまで、1試合の世界最高得点54点の記録保持者であった。同年9月の南米選手権ではチームを牽引する活躍でMVPに選ばれた。
2013-14シーズンに所属していたガラタサライでは木村沙織とチームメイトであった。その後はポーランド、イタリアなどのクラブを経て現在はギリシャリーグでプレーしている。

## 受賞歴
- 2010年 - 2009/10韓国Vリーグ MVP
- 2011年 - 2011年バレーボール女子南米選手権 ベストスコアラー
- 2012年 - 2011/12韓国Vリーグ MVP、ベストスコアラー、スパイク賞
- 2012年 - ロンドン五輪南米予選　ベストスコアラー
- 2013年 - 2012-13欧州チャンピオンズリーグ  ベストスコアラー
- 2013年 - 南米選手権　MVP

## 所属クラブ
- San Fernando de Catamarca (1998–1999)
- Aris Thessaloniki（英語版） (2004–2006)
- Iraklis Thessaloniki（英語版） (2008–2009)
- KT&Gアリエールズ/KGC人参公社 (2009–2012)[11]
- ラビタ・バクー(2012-2013)
- ガラタサライ（2013-2014年)
- フェネルバフチェ（2014-2015年）
- KPS Chemik Police（2015-2017年）
- River Volley（2017-2018年）
- Aris Thessaloniki（2018-2019年、2022-2023年）
- MAS Nea Genea（2023-）